# Візник

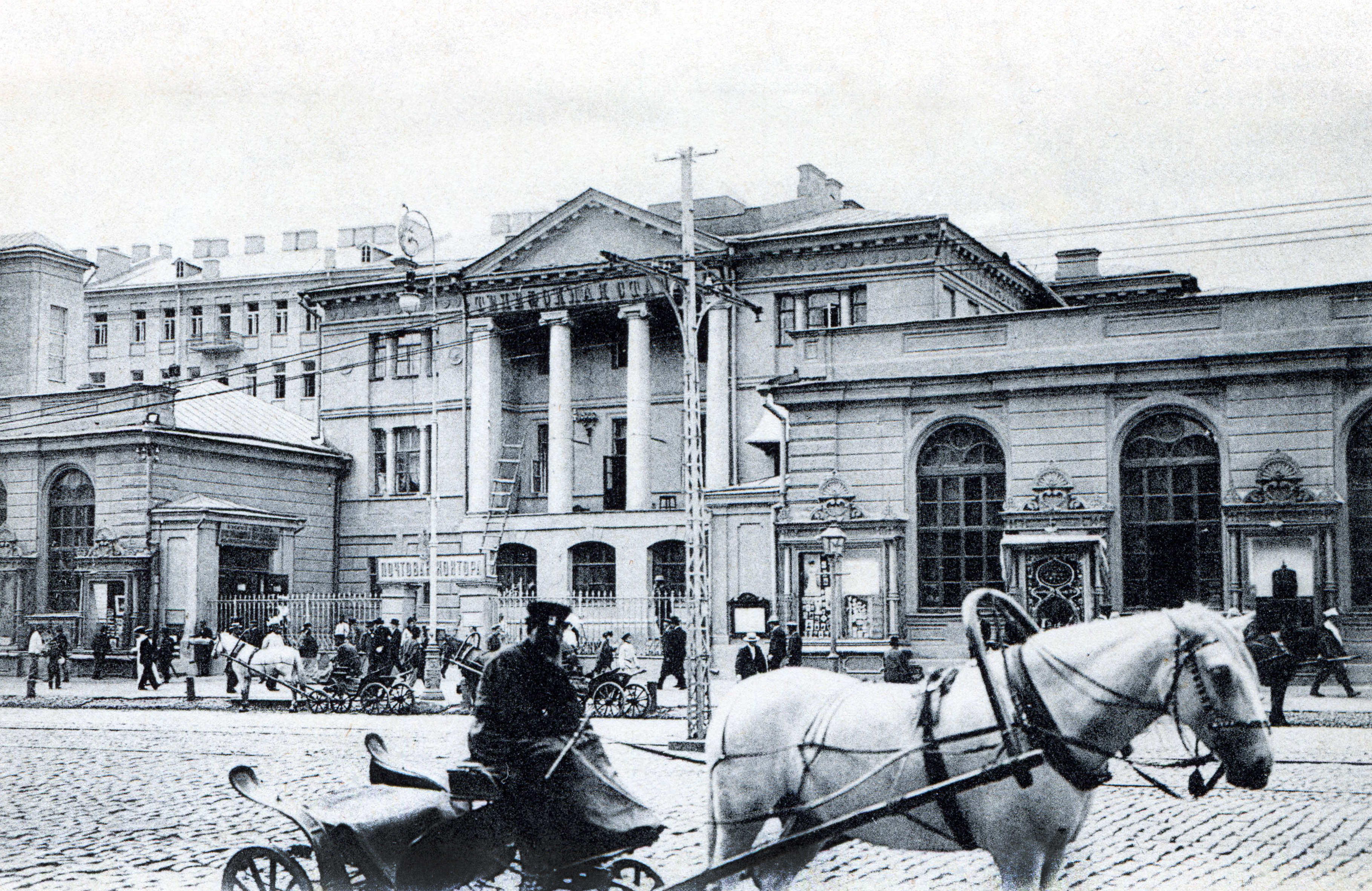
Візник на Хрещатику в Києві, 1900

Візни́к, заст. фу́рман, ху́рман (пол. furman, нім. Fuhrmann) — кучер найманого екіпажа, воза (хури), або сам найманий екіпаж з кучером. Візником зазвичай називався селянин, що промишляв візництвом.
У XIX — початку XX століття основним видом міського транспорту були візники. Торгове візництво в міських поселеннях Російської імперії регулювалось думами, яким в 1892 році було надано право складати обов'язкові постанови про проведення візницького промислу, про тип візникових екіпажів, про міські омнібуси та інші громадські екіпажі, а також встановлювати такси за користування візниковими екіпажами. Законом 1900 року земським установам було надано право видавати обов'язкові постанови, що стосуються виробництва легкового візницького промислу, і встановлювати доходи від перевезень за користування візниковими екіпажами поза міських поселень. З візницького промислу в містах міг бути встановлений, на розсуд міських дум, особливий збір на користь міста. У 1887 році були видані правила про збір з візницького промислу: збір не міг перевищувати десяти рублів в рік з кожного коня, що вживається в візництво; вищий розмір збору в межах зазначеної норми, а також вилучення від збору, визначалися по кожному місту міністром внутрішніх справ, за згодою з міністром фінансів.
Міські візники Російської імперії ділилися на три категорії: «ваньок», «живейних» і «лихачів». «Ваньками» називали селян, що займалися візництвом як відхожим промислом, зі своїм конем і екіпажем (возом, саньми). «Лихачі» їздили на багато вбраних екіпажах з породистими рисаками. «Живейні» були візниками середньої руки. У містах візники збиралися і чекали сідоків на спеціально призначених для цього майданчиках — «біржах».
На початку XX століття конкурентом візників стала конка. До середини 30-х років XX століття візники були витіснені механічними і електричними видами міського транспорту: таксі, трамваями і метро.